# Futbolen Klub Pirin 2002 Razlog
Il Futbolen Klub Pirin 2002 Razlog, noto semplicemente come Pirin Razlog, è una società calcistica bulgara con sede nella città di Razlog. Milita nella Terza Lega, la terza divisione del campionato bulgaro.

## Storia
Il club è stato fondato come Pirin nel 2002. Nella sua seconda stagione di attività, la squadra è stata promossa nella V AFG come campione della lega regionale. Nell'annata 2011-2012, il Pirin Razlog ha conquistato la promozione nella B PFG, per la prima volta nella sua storia.

## Palmarès

### Competizioni nazionali
- Treta amat'orska futbolna liga: 1

2011-2012

## Organico

### Rosa
Aggiornato al 24 marzo 2015.
| N. |                     | Ruolo | Calciatore            |
| -- | ------------------- | ----- | --------------------- |
| 2  | Bulgaria (bandiera) | C     | Atanas Georgiev       |
| 3  | Bulgaria (bandiera) | A     | Boris Kondev          |
| 4  | Bulgaria (bandiera) | C     | Dzheyhan Zaydenov     |
| 6  | Bulgaria (bandiera) | D     | Dimitar Nakov         |
| 7  | Bulgaria (bandiera) | C     | Nikolay Hadzhinikolov |
| 8  | Bulgaria (bandiera) | D     | Dimitar Ruychev       |
| 9  | Bulgaria (bandiera) | C     | Iliyan Chavdarov      |
| 10 | Bulgaria (bandiera) | C     | Martin Gaziev         |
| 11 | Bulgaria (bandiera) | C     | Milen Lefterov        |
| 13 | Bulgaria (bandiera) | C     | Nikolay Radanov       |
| 15 | Bulgaria (bandiera) | D     | Stanislav Katrankov   |

| N. |                     | Ruolo | Calciatore          |
| -- | ------------------- | ----- | ------------------- |
| 16 | Bulgaria (bandiera) | D     | Blagoy Rodov        |
| 17 | Bulgaria (bandiera) | C     | Zdravko Kandev      |
| 18 | Bulgaria (bandiera) | D     | Krasimir Drunchilov |
| 20 | Bulgaria (bandiera) | D     | Georgi Kaloyanov    |
| 21 | Bulgaria (bandiera) | C     | Nikolay Dimirov     |
| 22 | Bulgaria (bandiera) | A     | Tsvetan Varsanov    |
| 23 | Bulgaria (bandiera) | P     | Diyan Valkov        |
| 24 | Bulgaria (bandiera) | C     | Veselin Vasev       |
| 28 | Bulgaria (bandiera) | P     | Tihomir Dobrev      |
| 77 | Bulgaria (bandiera) | C     | Jordan Jurukov      |
| 99 | Bulgaria (bandiera) | P     | Miroslav Burdin     |